# Oscar Sager
Oscar Sager (n. 22 decembrie 1894, Focșani – d. 14 aprilie 1981) a fost un neurolog român, de origine evreu , profesor la Universitatea din București, elev și continuator al lui Gheorghe Marinescu, din anul 1963 membru titular al Academiei Române.

## Biografie
Oscar Sager s-a născut la 22 decembrie 1894, la Focșani, fiind unul din cei 5 copii ai unei familii evreiești modeste. Crescuți în cultul pentru corectitudine, exactitate și respect, dintre cei 5 copii - doi ajung profesori universitari și unul inginer de faimă (a construit piața centrală din Ploiești). Urmează cursurile școlii primare și liceul la Liceul „Unirea” din Focșani. După absolvirea Liceului „Unirea” în orașul său natal, Oscar Sager se înscrie la Facultatea de Medicină din București. Este nevoit să întrerupă studiul, fiind mobilizat ca medic de batalion în perioada anilor 1918-1919. După sfârșitul războiului, continuă stagiile de extern și intern prin concurs. În 1921, la vârsta de 27 de ani, Oscar Sager primește diploma de doctor în medicină și chirurgie. În perioada, Oscar Sager 1924- 1925 devine medic secundar iar în perioada 1925-1929 este asistent universitar la clinica neurologică de la Spitalul Colentina, sub conducerea lui Gheorghe Marinescu.
În anul 1931, Oscar Sager este numit docent în Neurologie, iar în 1933 primește funcția de șef de lucrări la clinica de neurologie de la Colentina. În anul 1937, Oscar Sager este primit ca membru corespondent al Societății de Neurologie din Paris; face parte din grupul de fondatori ai Societății de Neurologie din România în anul 1939.
La recomandația lui G. Marinescu, primește o invitație de a colabora cu neurofiziologul J.G. Dusser de Barenne, în laboratorul acestuia din Amsterdam, într-un proiect asupra funcțiunii talamusului, tematică în care Sager publicase deja câteva lucrări. În Amsterdam se căsătorește cu Berta, care l-a însoțit renunțând la cariera ei de biolog la Institutul Cantacuzino, cu care și-a împărțit viața timp de 51 de ani. Împreună cu Dusser de Barenne descrie trei tipuri de sindromuri talamice, în funcție de teritoriile vasculare afectate.
Deși avea gradul de medic căpitan, fiind evreu, Oscar Sager este luat în timpul regimului fascist la muncă obligatorie cu statutul de "medic evreu" între anii 1942-1944.
După o scurtă activitate ca medic primar neurolog la Spitalul Caritas, devine în 1946 Conferențiar de Neurologie Experimentală la Facultatea de Medicină din București, pentru ca în 1948 să primească funcția de Profesor și șef al Clinicei de Neurologie și Endocrinologie la Facultatea de Medicină nou înființată din Timișoara. După moartea lui N. Ionescu-Sisești în 1955, este chemat la București ca Profesor și Director al Clinicii de Neurologie de la Colentina, unde își începuse cariera de neurolog.
Întâmpinând toate obstacolele regimului comunist, în cele din urmă Oscar Sager primește numirea de membru plin al Academiei Române în anul 1963. În anul 1970 este ales ca senator al Academiei Române. Oscar Sager se stinge din viață în anul 1981.
A făcut cercetări, experimentale și clinice, asupra tonusului muscular, relațiilor somn-veghe, excitabilității neuronului motor periferic, asupra transmiterii excitațiilor vizuale la cerebel, transmiterea excitațiilor senzitive pe căi nespecifice la rinencefal etc. S-a mai ocupat de problema originii subcorticale a unor accese de epilepsie și de rolul rinencefalului în elaborarea reflexelor condiționate. Cercetările lui Oskar Sager în domeniul fiziologiei talamusului, cronaxiei, tonusului muscular, fiziologiei cerebelului, stării de rigiditate prin decerebrare, asupra fiziologiei substanței reticulate l-au impus ca autoritate necontestată în domeniul neuroștiinței

## Opera
- Diencefalul, 1960
- Formația reticulată, 1965